# Anastoechus mongolicus
Anastoechus mongolicus är en tvåvingeart som beskrevs av Paramonov 1930. Anastoechus mongolicus ingår i släktet Anastoechus och familjen svävflugor.
Artens utbredningsområde är Mongoliet. Inga underarter finns listade i Catalogue of Life.